# Антињано (Асти)
Антињано (итал. Antignano) је насеље у Италији у округу Асти, региону Пијемонт.
Према процени из 2011. у насељу је живело 421 становника. Насеље се налази на надморској висини од 257 м.

## Становништво
Према резултатима пописа становништва 2011. у општини је живело 1.025 становника.
| 1936. | 1951. | 1961. | 1971. | 1981. | 1991. | 2001. | 2011. |
| ----- | ----- | ----- | ----- | ----- | ----- | ----- | ----- |
| 1.557 | 1.374 | 1.229 | 1.074 | 977   | 992   | 1.007 | 1.025 |